# Galactic Pinball
Galactic Pinball és un videojoc que fou llançat per a la consola Virtual Boy de Nintendo. Era un pinball clàssic amb la possibilitat d'utilitzar diverses taules que tracten de distinta temàtica. El joc guarda gran semblança i estil amb el clàssic pinball realitzat per Nintendo per a la NES.

## Sistema de joc
El joc es basa en el clàssic sistema de joc de pinball a través de quatre taules inspirades en el món planetari començant inicialment amb cinc boles. El sistema de control es basa en dos botons per a cada "flipper" mentre que també disposem d'altre botó per a llançar la bola al començament i altre botó per fer vibrar la taula. El joc permet emmagatzemar el nostre resultat en la taula podent després veure'ls en l'opció "score" on s'emmagatzemen els nostres millors resultats en cada taula.

## Taules
Galactic Pinball consta de quatre taules, cadascuna amb diferents elements i objectius.

### Colony
Una de les característiques més interessant de la taula Colony és un minijoc on el jugador dispara a diversos meteorits utilitzant la visió 3D que li dona al jugador una perspectiva interessant de tir en tres dimensions.

### UFO
En UFO, la taula inicialment comença amb un OVNI en la part de dalt de la taula, el qual vola a través de l'espai revelant diferents objectius que obren dos forats que els jugadors puguen temporalment aconseguir boles i accedir a bonus com els pals i contraatacs centrals.

### Alien
En Alien, després d'aconseguir ficar una bola en la mansió de l'Alien, l'alien apareixerà, i podem donar-li guanyant punts.

### Cosmic
Cosmic és una clàssica taula de pinball que té un tercer flipper i una rampa des de la qual pots accedir a diversos "bumpers". També té un planeta rotatori amb un forat a través el qual el jugador pot intentar ficar per a aconseguir bonus. A més, es troba en el centre un meteorit el qual entorpirà els nostres tirs. joc excel·lent-.